# Distretto di Paccho
Il distretto di Paccho è uno dei dodici distretti della provincia di Huaura, in Perù. Si trova nella regione di Lima e si estende su una superficie di 229,25 chilometri quadrati.
Ha per capitale la città di Paccho.